# XB Browser
是一种整合了Tor（The Onion Router，洋葱路由）和便携版Firefox浏览器的多语种加密代理上网软件。以前叫做Torpark，从Firefox 2.0.0.4起，为了避免与Tor混淆，改用现名。
它是一款绿色软件，无需安装，也可以整套放在移动存储设备上随身携带，随处使用加密浏览。